# Sky City 1000
Pour les articles homonymes, voir Sky City.
Sky City 1000 est un projet de gratte-ciel dans la banlieue de Tokyo au Japon. Il fut annoncé en 1989 durant les huit années de la bulle spéculative japonaise.
Le projet consiste en un bâtiment de 1 000 m de haut avec une base de 400 m de large pour une surface totale de 8 km2. Le design proposé en 1989 par Takenaka Corporation devrait pouvoir héberger entre 35 000, et 36 000 résidents et 100 000 travailleurs. Sky City 1000 comprendrait 14 plateaux en forme de cuvette empilés les uns sur les autres. L’intérieur des plateaux contiendrait des espaces verts et sur les arêtes, sur les côtés du bâtiments, seraient placés les appartements. Des bureaux, des commerces, des écoles, des théâtres et d'autres installations devraient également avoir leur place.